# Valérie Lesort
Pour les articles homonymes, voir Lesort.
Répertoire
Vingt mille lieues sous les mers
Cabaret Horrifique
La mouche
Le Voyage de Gulliver
Les Sœurs Hilton
Valérie Lesort, née le 6 août 1975, est une plasticienne, comédienne, autrice et metteuse en scène française.
Elle obtient 6 Molières pour ses spectacles : Vingt mille lieues sous les mers (2016), La mouche (2020), Le Voyage de Gulliver (2022), Le Bourgeois gentilhomme (2023).

## Biographie
Valérie Lesort se forme au métier de comédienne au Conservatoire à rayonnement régional de Paris puis au Cours Florent. Elle suit également une formation de plasticienne et se spécialise dans la création de masques, d'accessoires, de marionnettes, d'effets spéciaux pour le spectacle vivant en intégrant la Compagnie Philippe Genty. et en étant stagiaire dans l'émission Les Guignols de l'info. Au cinéma, elle travaille avec Luc Besson pour  Le Cinquième Élément, Jean-Paul Rappeneau pour Le Hussard sur le toit.
Au théâtre, elle participe à de nombreuses créations :  La Promise Xavier Durringer, Musée haut, musée bas de Jean-Michel Ribes et aussi à des comédies musicales :   Cléopâtre, 1789 : Les Amants de la Bastille, Le Bal des vampires.
En 2012, la plasticienne devient également auteur et crée avec le comédien Christian Hecq la série télévisée Monsieur Herck Tévé sur Canal+. En 2015, elle adapte le roman de Jules Verne, Vingt mille lieues sous les mers à la Comédie-Française, où pour la première fois dans cette institution, les comédiens deviennent aussi marionnettistes. Le spectacle obtient le Molière de la création visuelle et le Prix de la critique.
En 2019, elle adapte avec Christian Hecq La Mouche de George Langelaan. Cette pièce obtient 6 nominations à la cérémonie des Molières de 2020 dont le Molière de la création visuelle.
En 2022 et 2023, Le Voyage de Gulliver de Jonathan Swift et Le Bourgeois gentilhomme de Molière obtiennent chacun 2 Molières,.

## Plasticienne
- 1993 : Le Hussard sur le toit de Jean-Paul Rappeneau, long-métrage
- 1996 : Le Cinquième Élément de Luc Besson, long-métrage
- 1999 : Le Vrai Journal de Karl Zéro, émission télévisée
- 2000 : Comme un aimant de Kamel Saleh et Akhenaton, long-métrage
- 2001 : La Promise Xavier Durringer, Théâtre de La Rochelle, Théâtre de la ville
- 2004 : Musée haut, musée bas de Jean-Michel Ribes, Théâtre du Rond-Point
- 2008 :   Cléopâtre de Kamel Ouali, Palais des sports de Paris
- 2009 : Scooby Doo, mise en scène Rémy Caccia, Olympia
- 2012 : Monsieur Herck Tévé, co-écrit avec Christian Hecq, série télévisée
- 2012 : Aida de  Giuseppe Verdi , mise en scène Elie Chouraqui, festival Opéra en plein air de  Sceaux
- 2012 : 1789 : Les Amants de la Bastille de Dove Attia, Albert Cohen et François Chouquet, Palais des sports de Paris
- 2013 : La belle et la bête de Claude Rigal-Ansous et Nicolas Nebot et Ludovic-Alexandre Vidal, Théâtre Mogador, comédie musicale
- 2014 : Le Bal des vampires, mise en scène Roman Polanski, Théâtre Mogador, comédie musicale
- 2015 : Vingt mille lieues sous les mers de Jules Verne, mise en scène Valérie Lesort et Christian Hecq, Théâtre du Vieux-Colombier
- 2018 : Petite balade aux enfers d'après Orphée et Eurydice de  Gluck, mise en scène Valérie Lesort, Opéra-comique
- 2020 : La Mouche de George Langelaan, adaptation et mise en scène Valérie Lesort et Christian Hecq, Théâtre des Bouffes-du-Nord

## Metteuse en scène
- 2015-2019 : Vingt mille lieues sous les mers de Jules Verne, adaptation et mise en scène avec Christian Hecq, Théâtre du Vieux-Colombier
- 2018-2019 : Petite balade aux enfers d'après Orphée et Eurydice de Gluck, adaptation Valérie Lesort, Opéra comique[10]
- 2018 : Le Domino noir de Daniel-François-Esprit Auber, mise en scène avec Christian Hecq, Opéra de Liège, Opéra-Comique[11]
- 2019 : Cabaret Horrifique de Valérie Lesort, Opéra comique[12]
- 2019 : Ercole amante de Francesco Cavalli, mise en scène avec Christian Hecq, Opéra comique
- 2020 : La Mouche de George Langelaan, adaptation et mise en scène avec Christian Hecq, Théâtre des Bouffes-du-Nord
- 2020 : Marilyn, ma grand-mère et moi de Céline Milliat-Baumgartner, Théâtre du préau, Vire
- 2021 : Le Bourgeois gentilhomme de Molière, mise en scène avec Christian Hecq, Richelieu
- 2022 : Le Voyage de Gulliver de Jonathan Swift, librement adapté par Valérie Lesort, mise en scène avec Christian Hecq, Théâtre de l'Athénée Louis-Jouvet, tournée
- 2022 : La Périchole de Jacques Offenbach, Opéra comique
- 2022 : La petite boutique des horreurs, composée par Alan Menken et écrite par Howard Ashman, mise en scène avec Christian Hecq, Opéra comique
- 2024 : Les Sœurs Hilton, de Valérie Lesort, mise en scène avec Christian Hecq, Théâtre des Célestins, Théâtre des Bouffes-du-Nord
- 2025 : Les Contes de Perrault, d'après Charles Perrault, Théâtre de l'Athénée Louis-Jouvet, tournée
- 2025 : Que d’espoir ! Cabaret théâtral d'Hanokh Levin, Théâtre de l'Atelier

## Comédienne
- 2006 : Nationale 666 de et mise en scène Lilian Lloyd, Ciné XIII Théâtre
- 2019 : Cabaret Horrifique de Valérie Lesort, Opéra comique
- 2020 : La Mouche de George Langelaan, adaptation et mise en scène Valérie Lesort et Christian Hecq, Théâtre des Bouffes-du-Nord
- 2022 : Le Voyage de Gulliver de Jonathan Swift, adaptation et mise en scène Valérie Lesort et Christian Hecq, Théâtre de l'Athénée Louis-Jouvet, tournée
- 2024 : Les Sœurs Hilton de Valérie Lesort, mise en scène Valérie Lesort et Christian Hecq, Théâtre des Célestins, Théâtre des Bouffes-du-Nord
- 2025 : Que d’espoir ! Cabaret théâtral d'Hanokh Levin, mise en scène Valérie Lesort, Théâtre de l'Atelier

## Autrice-adaptatrice
- 2012 : Monsieur Herck Tévé, co-écrit avec Christian Hecq, série télévisée
- 2015-2019 : Vingt mille lieues sous les mers de Jules Verne, adaptation et mise en scène Valérie Lesort et Christian Hecq, Vieux-Colombier
- 2019 : Cabaret Horrifique de et mise en scène de Valérie Lesort, Opéra comique
- 2019 : Petite balade aux enfers, mise en scène et adaptation de Valérie Lesort d'après Orphée et Eurydice de Gluck, Opéra comique
- 2020 : La Mouche de George Langelaan, adaptation et mise en scène Valérie Lesort et Christian Hecq, Théâtre des Bouffes-du-Nord
- 2022 : Le Voyage de Gulliver de Jonathan Swift, adaptation et mise en scène Valérie Lesort et Christian Hecq, Théâtre de l'Athénée Louis-Jouvet, tournée
- 2024 : Les Sœurs Hilton, mise en scène Valérie Lesort et Christian Hecq, Théâtre des Célestins, Théâtre des Bouffes-du-Nord

## Distinctions

### Décorations
Chevalier de la Légion d'honneur Le 13 juillet 2023, Valérie Lesort est nommée au grade de chevalier dans l'ordre national de la Légion d'honneur.

### Récompenses
- Molières 2016 : Molière de la création visuelle pour Vingt mille lieues sous les mers
- Prix du syndicat de la critique 2016 : meilleur créateur d'élément scénique pour Vingt mille lieues sous les mers
- Prix de la critique : Grand prix (meilleur spectacle lyrique de l’année) pour Le Domino noir[14]
- Molières 2020 : Molière de la création visuelle pour La mouche
- Prix du syndicat de la critique 2020 : Grand prix de la musique pour Ercole amante[15]
- Prix SACD 2020 : Prix du nouveau talent théâtre[16]
- Molières 2022 : 
  - Molière du metteur en scène d'un spectacle de théâtre public  pour Le Voyage de Gulliver
  - Molière de la création visuelle
- Molières 2023 : 
  - Molière du metteur en scène d'un spectacle de théâtre public pour Le Bourgeois gentilhomme
  - Molière du théâtre public

### Nominations
- Molières 2016 : 
  - Molière du théâtre public pour Vingt mille lieues sous les mers
  - Molière du metteur en scène d’un spectacle de théâtre public
- Molières 2020 :
  - Molière de la comédienne dans un second rôle pour La mouche
  - Molière du théâtre public
- Molières 2023 : Molière de la création visuelle et sonore pour Le Bourgeois gentilhomme
- Molières 2025 : Molière de la création visuelle et sonore pour Les Sœurs Hilton

## Livre audio
- Le Petit Lord Fauntleroy de Frances Hodgson Burnett, lu par Valérie Lesort[17]